# Чурсин, Григорий Филиппович
Григорий Филиппович Чурсин (10 января 1874 — 15 октября 1930) — советский этнограф-кавказовед, профессор Ленинградского университета.

## Биография
Родился 10 января 1874 года в Ейске в семье плотника. В 1888 году окончил городское училище и поступил в Тифлисский учительский институт. В 1894 году окончил его. Был выслан за участие в революционных действиях в форт на Мангышлаке. В 1897 году возвращается, устраивается работать инструктором Кавказского филоксерного комитета. В то же время ведёт сбор этнографического материала. С 1905 до 1916 года Григорий Филиппович проработал редактором в Закавказском статистическом комитете. С 1916 по 1918 года проработал хранителем Отделения этнографии Кавказа в Кавказском музее Тифлиса. С 1921 по 1924 года Чурсин работал в книгохранилищах Тифлиса. В 1924 году назначен заведующим Историко-этнологического отдела Закавказской научной ассоциации при ЗакЦИКе. Параллельно работал в Кавказском историко-архитектурном институте АН СССР. С 1928 года работал в Научно-исследовательском краеведческом кабинете Закавказского коммунистического университета. Умер 15 октября 1930 года в Тбилиси.

## Основные труды
- Праздник мертвых // Новое обозрение. Тифлис, 1896. № 4208.
- Экономическая жизнь. Карачая // Кавказ. Тифлис, 1900. № 322.
- Этнографические заметки о Карачае // Кавказ. Тифлис, 1900. Nº 305, 306.
- Два будущих курорта // Кавказ. Тифлис, 1901. № 288. Культ железа на Кавказе // Кавказ. Тифлис, 1901. № 173. То же (в кратком изложении) // Терские ведомости. Тифлис, 1901. № 88.
- Культ мертвых на Кавказе // Кавказ. Тифлис, 1901. № 97. То же // Весь. Кавказ. Тифлис, 1903. № 1.
- Культурные переживания // Новое обозрение. Тифлис, 1901. № 5586.
- Музыка и танцы карачаевцев // Кавказ. Тифлис, 1901. № 270.
- Пчеловодство в горах Карачая // Кавказ. Тифлис. 1901. № 286.
- Свинцовые миллионы Карачая // Кавказ. Тифлис, 1901. № 12.
- Сплав леса по реке Теберде // Кавказ. Тифлис, 1901. № 263.
- Танцующее человечество (очерк) // Кавказ. Тифлис, 1901. Nº44.
- Туапсе // Кавказ. Тифлис, 1901. № 270.
- Анапа // Кавказ. Тифлис, 1902. № 288.
- Геленджик // Кавказ. Тифлис, 1902.
- Махинджаури // Кавказ. Тифлис, 1902.
- Новый Афон // Кавказ. Тифлис, 1902. № 184.
- Талыши // Известия кавказского историко-археологического общества. Этнографические заметки. Тифлис, 1926.
- Материалы по этнографии Абхазии. Сухуми, 1957.